# Carpark North (album)
Carpark North è il primo album in studio del gruppo rock danese Carpark North, pubblicato nel 2003.

## Tracce
1. Homeland – 5:10
2. Transparent & Glasslike – 3:36
3. There's a Place – 4:24
4. I and You – 5:21
5. In the Dark – 2:28
6. Kiss Me – 4:51
7. 40 Days – 3:07
8. Wild Wonders – 3:54
9. Spain – 4:25
10. The Last End – 6:25